# Befri Willy
Befri Willy (originaltitel: Free Willy) er en amerikansk familiefilm fra 1993, instrueret af Simon Wincer. Den er skrevet af Keith A. Walker og Corey Blechman og distribueret af Warner Bros. Pictures. Filmen har Jason James Richter i sin debutrolle sammen med Lori Petty, Jayne Atkinson, August Schellenberg og Michael Madsen. Den eponyme karakter, Willy, spilles af spækhuggeren Keiko (1976-2003). Sangen Will You Be There af Michael Jackson optræder som en del af filmens soundtrack.
Historien handler om en 12-årig forældreløs dreng, der bliver venner med Willy, en spækhugger, der holdes fanget i en forlystelsespark. Da han opdager, at parkens ejer har planlagt at skille sig af med Willy, udtænker han en plan for at slippe Willy fri.
Befri Willy fik generelt positive anmeldelser fra kritikere og var også en kommerciel succes. Filmen blev også lavet til en franchise, som omfattede en animeret tv-serie, to efterfølgere og en rebootet direkte-til-video-film fra 2010. Filmen er blevet eftersynkroniseret på dansk, sammen med dens efterfølgere.